# 十月镇 (伊尔库茨克州)
十月镇（羅馬化：Oktyabrʹskiy）是俄罗斯伊尔库茨克州的工人村（市级镇），属春斯基区，位于叶尼塞河流域内丘纳河（乌达河）畔，在区行政中心春斯基西、州府伊尔库茨克西北方。设有铁路车站索斯诺维耶罗德尼基（Сосновые Родники）站。
该地2021年人口有4,036人；2010年人口5,415；2002年人口5,865；1989年人口8,575。